# Classement uniformisé de la qualité du pneu
 (octobre 2018).
Si vous disposez d'ouvrages ou d'articles de référence ou si vous connaissez des sites web de qualité traitant du thème abordé ici, merci de compléter l'article en donnant les références utiles à sa vérifiabilité et en les liant à la section « Notes et références ».

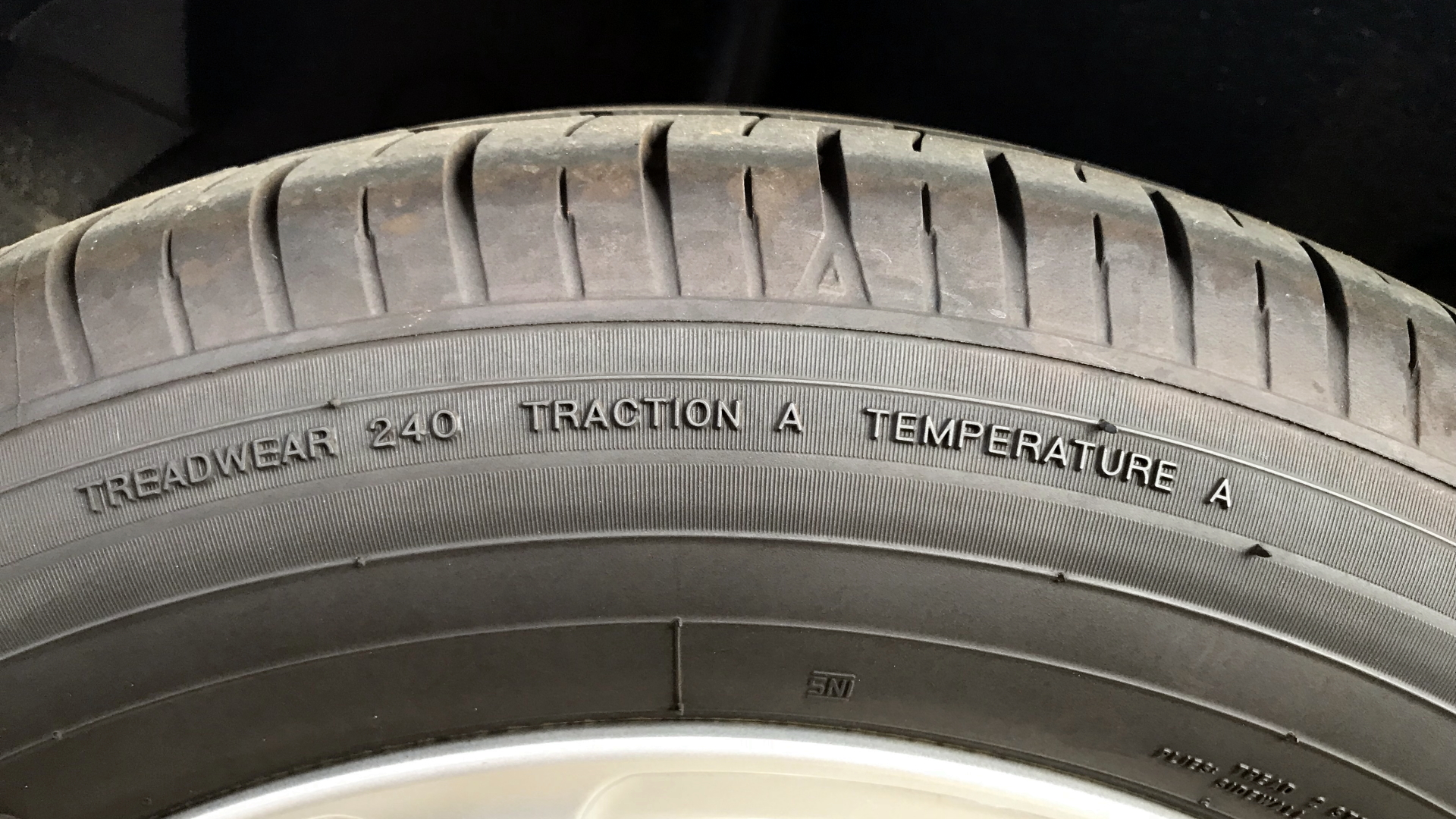
Évaluations UTQG sur le flanc d’un pneu Toyo Tires Proxes R39

Le classement uniformisé de la qualité du pneu Uniform Tire Quality Grading (UTQG) est un jeu de qualifications standardisées de trois caractéristiques des pneus : l’usure de la bande de roulement (treadwear), la résistance en température  et la traction. L’UTQG a été créée par la National Highway Traffic Safety Administration en 1978.
Depuis le 31 mars 1979, tous les pneus destinés à être vendus aux États-Unis doivent faire apparaître leur classement UTQG sur leur flanc pour une utilisation légale sur voie publique.
Il ne faut pas confondre UTQG et les caractéristiques du pneu qui sont d’autres informations de dimensions et de capacités.
Il est à noter que le classement UTQG d’un pneu est déterminé par le fabricant du pneu ou autre organisme ou entreprise indépendant grâce à leurs propres résultats de tests. Toutefois, la NHTSA peut inspecter les données concernées. D’autre part, les pneus hiver, ou pneus « neige », n’ont pas d’obligation de marquage UTQG.
Il en est de même pour les pneus de moto, de bus, de certains types de camion et de remorque.

## Composantes
Le classement UTQG est défini par trois caractéristiques : l’usure de la bande de roulement, la résistance en température et la traction.

### Usure de la bande de roulement
L’usure de la bande de roulement est qualifiée par un test effectué en environnement contrôlé sur une piste de test spécifique.
Un pneu classé 200 s’use deux fois moins vite qu’un pneu classé 100 lors de ce test.
Bien entendu, ce classement ne préjuge pas de la vitesse d’usure du pneu en conditions réelles. Ceci est, d’ailleurs, confirmé par la NHTSA qui exige une note "These treadwear grades are no guarantee of actual tire mileage; differences in driving habits, service practices, climate, and road characteristics will affect a tire's longevity." (« Ces classements d’usure de la bande de roulement ne sont pas la garantie de l’usure effective du pneu ; elle est affectée par le style de conduite, les trajets réalisés, les conditions météorologiques et les revêtements rencontrés. ») dans la documentation du pneu.

### Traction
La traction est notée AA, A, B ou C, AA étant la meilleure note et C la plus mauvaise (AA > A > B > C).
Ce classement représente  la capacité du pneu à s’arrêter sur chaussée mouillée, les mesures étant portées sur le coefficient de friction et faites sur du béton et sur du bitume, selon les conditions établies par la NHTSA. Aussi, ce classement ne considère pas la tenue en virage, l’aquaplanage, l’accélération ou l’arrêt sur chaussée sèche ou le rôle joué par l’ABS dans la distance de freinage.
Pour réaliser ce test, le pneu est monté sur un axe instrument, équipé d’un vaporisateur d’eau à l’avant du pneu mesuré et d’un système de freinage, le tout embarqué sur une remorque tirée par un véhicule à 64 km/h.
Le test est déclenché par le freinage, jusqu’au blocage, de la roue testée, donnant lieu à la mesure des forces longitudinales et verticales exercées par le pneu pendant sa phase de glissage sur la surface, déterminant, ainsi, le coefficient de friction de la paire pneu-revêtement.
Plus précisément, le pneu se déformant (vers l’arrière) et sa sculpture s’arrachant à mesure de la force de freinage, le coefficient de friction mesuré évolue, de la phase d’accroche maximale, à 10-20 % de glissage, à la phase d’accroche minimale, lorsque la roue est bloquée et, donc, à 100 % de glissage. La valeur maximale du coefficient de friction mesuré est alors qualifié « pic » (« peak ») et la valeur minimale « glissage » (« slide »).
| Note | Force g sur bitume | Force g sur béton |
| ---- | ------------------ | ----------------- |
| AA   | Plus de 0,54       | 0,38              |
| A    | Plus de 0,47       | 0,35              |
| B    | Plus de 0,38       | 0,26              |
| C    | Moins de 0,38      | 0,26              |

### Température
La température est notée A, B ou C, A étant la meilleure note et C la plus mauvaise (A > B > C). Ce classement représente la résistance à la montée en température du pneu en fonction de sa vitesse.
| Note | Dissipation de la chaleur à une vitesse v de |
| ---- | -------------------------------------------- |
| A    | v > 185 km/h                                 |
| B    | 161 km/h < v < 185 km/h                      |
| C    | 137 km/h < v < 161 km/h                      |

Les pneus ne pouvant atteindre la note C ne peuvent pas être vendus aux USA.